# Mouslim Tcheberloïevski
Oumkhan Dardaïlovitch Avtaïev (russe : Умхан Дардаилович Автаев ; en tchétchène : Авти Дардаилин Умхан, Avti Dardailine Oumkhane), mieux connu sous le nom de Mouslim Tcheberloïevski (en russe : Муслим Чеберлоевский), né le 20 mars 1969, est un chef militaire tchétchène et ukrainien, participant actif aux guerres russo-tchétchènes des années 1990 et 2000, à la tête de l'un des groupes de défense secteurs des Forces armées de la République tchétchène d'Itchkérie (RTI). Depuis le 25 octobre 2014, il est Amir (commandant) du bataillon Cheikh Mansour en Ukraine. Il a reçu la plus haute distinction de la RTI, l'ordre « Honneur de la Nation ». Il est général de brigade (RTI).

## Biographie
Oumkhan Avtaev est né le 20 mars 1969, originaire du raïon de Chatoï (en) en Tchétchénie,. Il est surtout connu sous le pseudonyme de « Mouslim Tcheberloïevski », ou « Amir Muslim Cheberloevsky » dans sa graphie anglaise. Il prend le pseudonyme du nom de l'union tribale tchétchène Tcheberla (ru), signifiant qu'il est un Tchétchène Toukkhoum. Il sert dans les Forces armées de l'URSS.

### Guerres russo-tchétchènes
Au début de la première guerre de Tchétchénie, Oumkhan fait partie des forces armées de la République tchétchène d'Itchkérie et combat jusqu'à la fin de la guerre. Il est le garde du corps du premier président de la République tchétchène d'Itchkérie, Djokhar Doudaiev. Durant la seconde guerre de Tchétchénie (1999-2009), il prend une part active aux hostilités contre les troupes russes, étant responsable de la défense d'un des secteurs des forces armées de la République d'Itchkérie.

### Émigration vers l'Europe et guerre en Ukraine
Au milieu des années 2000, il quitte la Tchétchénie et s'installe sur le territoire de la Géorgie. Il y rencontre le président géorgien Mikheil Saakachvili. Puis, avec son aide, il s'installe au Danemark.
En 2014, avec l'aide de l'organisation sociopolitique « Caucase libre », il part pour l'Ukraine pour participer aux hostilités dans le Donbass aux côtés des Forces armées ukrainiennes. Au début, il est l'adjoint d'Issa Mounaïev, le commandant du Bataillon Djokhar Doudaïev. Il dirige ensuite un autre bataillon de volontaires tchétchènes nommé Bataillon Cheikh Mansour, créé le 25 octobre 2014, dont il est depuis lors le commandant. Il établit des contacts avec le Mejlis du peuple tatar de Crimée et le groupe paramilitaire Secteur droit. En outre, selon lui, il a des liens avec le Service de sécurité d'Ukraine (SBU) et a fourni des conseils au SBU dans le cadre de la prochaine contre-offensive des troupes ukrainiennes dans le Donbass. Selon des sources russes, avant le conflit dans le Donbass, en 2012-2013, il aurait combattu en Syrie dans les rangs des terroristes de l'État islamique contre les forces gouvernementales. Cependant, il nie avoir participé à la guerre civile en Syrie et affirme qu'il s'agit d'une action de propagande russe visant à discréditer les Volontaires tchétchènes en Ukraine.